# Al-Walaja
Al-Walaja (àrab: الولجة, al-Walaja) és una vila de la governació de Betlem, al centre de Cisjordània, situada 4 kilòmetres al nord-oest de Betlem. Segons l'Oficina Central d'Estadístiques de Palestina (PCBS), tenia 2.569 habitants en 2016, la majoria musulmans. És un enclavament a la zona de separació, vora la Línia Verda. Ha estat anomenada «la vila més bella de Palestina».
Al-Walaja va ser despoblada durant la guerra araboisraeliana de 1948, en octubre de 1948. Va perdre prop del 70% de la seva terra, a l'oest de la Línia Verda. Després de la guerra els habitants desplaçats es van reubicar a la resta de Cisjordània. Després de la Guerra dels Sis Dies, Israel va annexar prop de la meitat de la terra restant a al-Walaja, incloent el veïnat Ain Jawaizeh, al municipi de Jerusalem. Gran part de la terra va ser confiscada per a la construcció del Mur de Cisjordània i els assentaments israelians de Har Gilo i Gilo, un dels Barris Anells de Jerusalem.

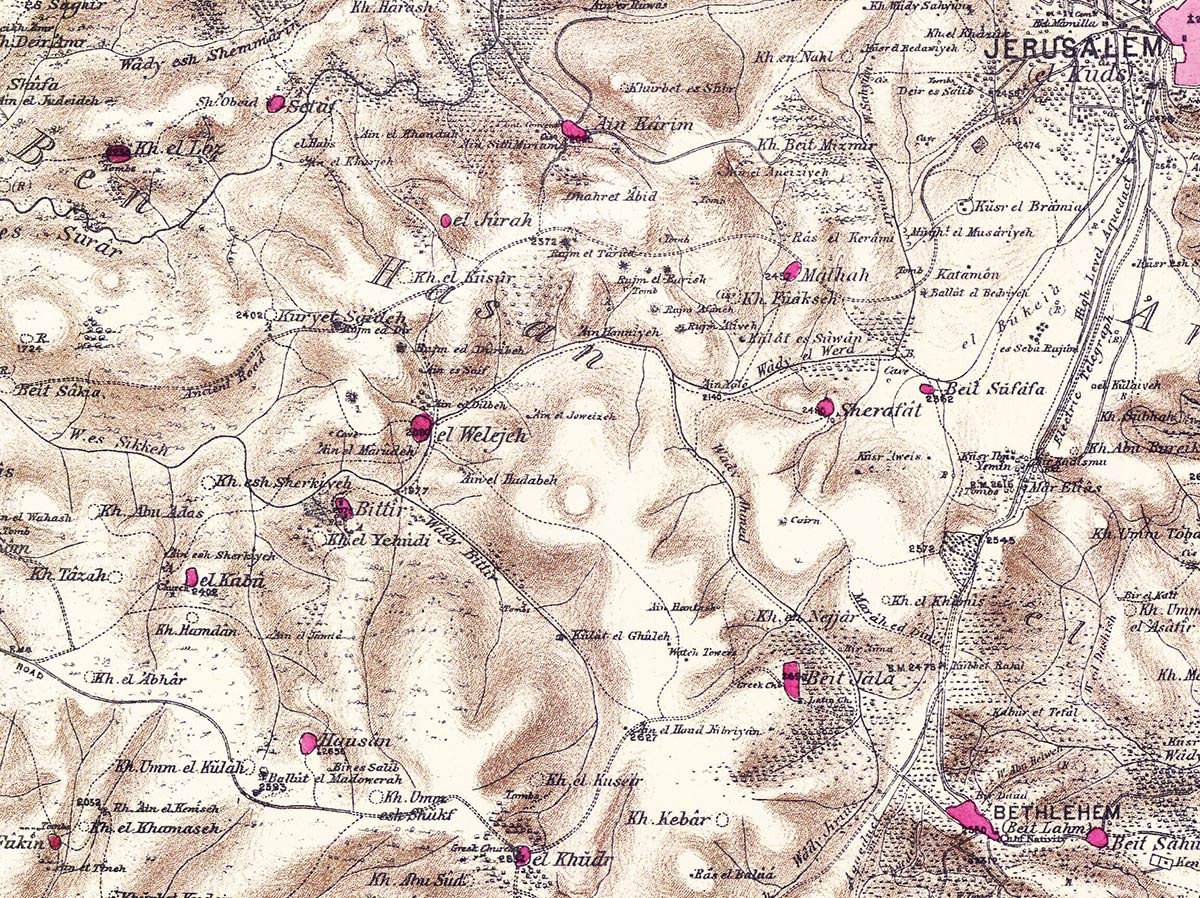
el-Welejeh en 1870

## Història
En 1596, Al-Walaja va aparèixer en els registres tributaris otomans com a part del nàhiya d'al-Quds, del liwà homònim. Tenia una població de 100 llars musulmanes i 9 solters. Pagaven una taxa impositiva fixa del 33,3% sobre productes agrícoles, incloent el blat, l'ordi, l'estiu, les vinyes o fruiters, i les cabres o els ruscs; un total de 7.500 akçe.
En 1838 era registrada com una vila musulmana, el-Weleje, al districte de Beni Hasan, a l'oest de Jerusalem. Una llista de pobles otomans de 1870 hi comptava 78 cases i una població de 379 habitants, encara que la població només comptava els homes.
En 1883 el Survey of Western Palestine del Fons per a l'Exploració de Palestina va descriure al-Walaja com un llogaret «de bona grandària» construït amb pedra. Durant la segona meitat del govern otomà, Al-Walaja va ser la seu administrativa de la nàhiya o subdistricte de Bani Hasan, que incloïa més de deu pobles, entre ells al-Khader, Suba, Beit Jala, Ayn Karim i al-Maliha, i exercia de seu de la família al-Absiyeh.
En 1896 la població d'Al-Walaja era estimada en unes 810 persones.

### Època del Mandat Britànic
En el cens de Palestina de 1922, organitzat per les autoritats del Mandat Britànic, Walajeh tenia 910 musulmans, incrementats en el cens de Palestina de 1931 a 1.206, tots musulmans, en 292 cases. Entre 1922 i 1947,la població es va doblar.
En el cens de 1945 la població de El Walaja era de 1.650 musulmans, i l'àrea total de terra era de 17,708 dúnams, segons un cens oficial de terra i població. 2,136 dúnams eren plantacions i regadius, 6,227 per a cereals, mentre 31 dúnams eren sòl edificat.

### 1948-1967
El vell poble, a menys de dos quilòmetres al nord-oest de la nova ciutat del costat israelià de la Línia Verda, va ser capturat per la Brigada Harel; Brigadel del Palmah en la guerra araboisraeliana de 1948. El poble fou defensat pels Germans Musulmans egipcis i l'Exèrcit d'Alliberament Àrab, així com una milícia local. Va ser recuperat per les forces àrabs més d'una vegada abans de capitular davant les tropes israelianes el 21 d'octubre de 1948. Milers de pobladors van fugir. En els acords d'armistici araboisraelians de 1949 es va traçar la Línia Verda a través del poble amb el 70% de la terra i 30 fonts d'aigua al costat israelià.
El gener de 1952, una patrulla de les FDI es va apoderar de dos vilatans àrabs en un camp de 300 metres al costat jordà de la línia d'armistici i els va portar a una casa abandonada a Walaja, on van ser assassinats. Israel va dir als investigadors de l'ONU que havien estat disparats al territori israelià quan havien saltat per darrere d'una roca. Els examinadors fronterers de l'ONU i Jordània no van poder obtenir una admissió israeliana, però el delegat israelià a la Comissió Mixta d'Armistici va escriure privadament al seu superior que les afirmacions eren certes, però la patrulla no actuava sota ordres. El poble va ser destruït completament durant la guerra de 1948 i els vilatans el van reconstruir a l'est de la línia d'armistici de 1949 als territoris de Cisjordània.

### Després de 1967

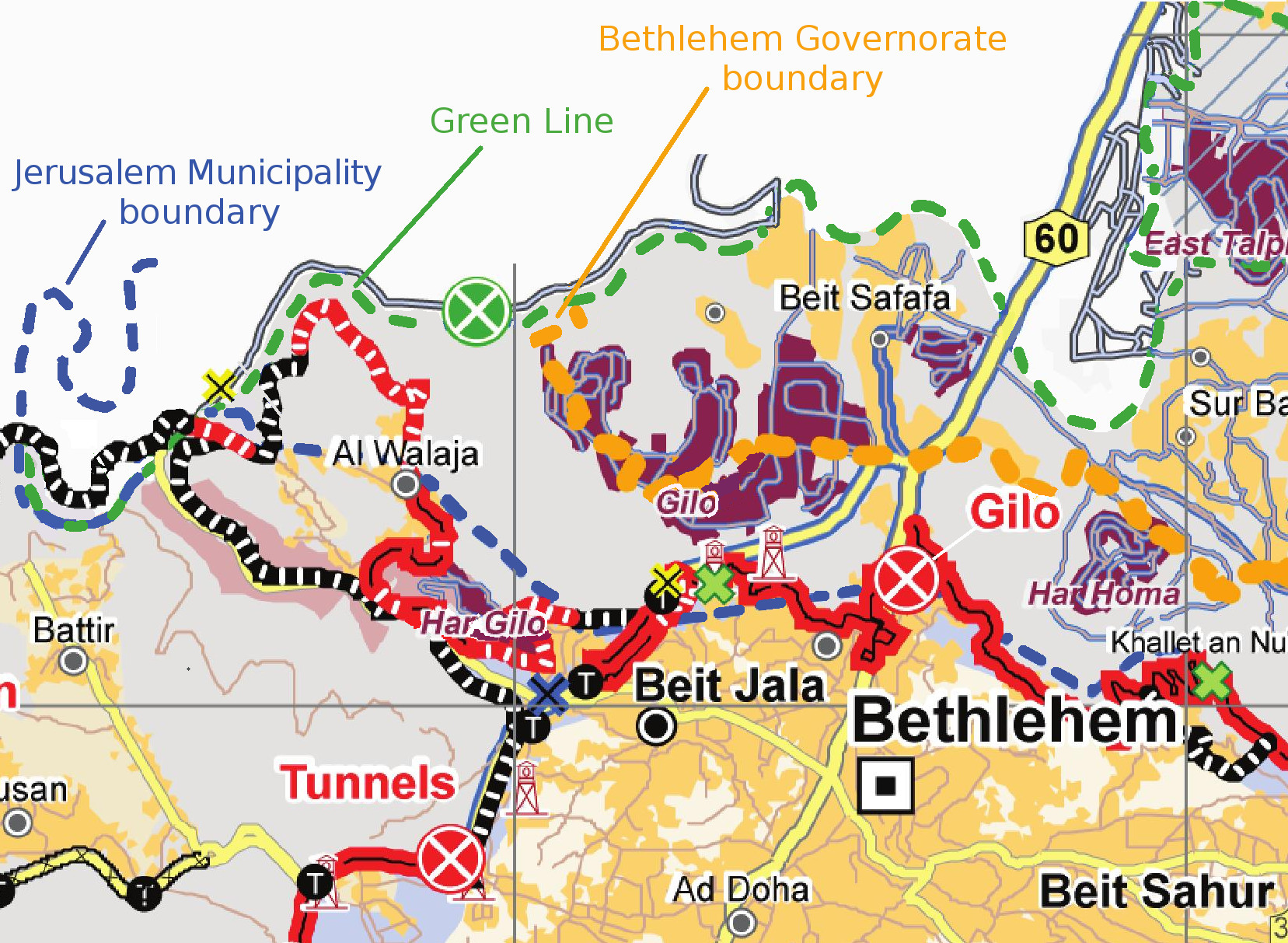
Mapa de la regió d'Al-Walaja

Després de la Guerra dels Sis Dies de 1967 va romandre sota l'ocupació israeliana. Israel va redibuixar els límits municipals de Jerusalem, annexant la meitat de les terres d'al-Walaja que s'havien quedat després de la guerra de 1948. Encara que també el barri d'Ain Jawaizeh d'al-Walaja va ser inclòs al municipi de Jerusalem, imposant la llei israeliana als seus habitants, els drets de residència a Jerusalem els van ser denegats. Ain Jawaizeh no rep els serveis municipals i no s'hi poden construir cases. La divisió del poble va causar diversos problemes. Els cotxes dels residents d'ambdues parts van ser confiscats per la Policia Fronterera Israeliana per haver entrat il·legalment a Israel.
Més de la terra del llogaret va ser assignada per a la construcció d'Har Gilo i Gilo. Durant l'any 2003 fins a gener de 2005, Israel va enderrocar cases palestines a Ain Jawaizeh i va emetre ordres de demolició contra uns altres 53 habitatges. Les ordres de confiscació de terres emeses per la FDI l'agost de 2003 van mostrar que la ruta del Mur envoltarà completament els residents del poble, permetent-los només un punt d'entrada/sortida. Les dues principals rutes d'accés d'Ain Jawaizeh a Betlem es van tancar i l'únic camí d'accés a Jerusalem va ser restringit per l'accés a Har Gilo només per vehicles amb llicència israeliana. A l'abril de 2005, els fruiters es van reduir i les cases van ser demolició a causa de l'absència de permisos de construcció per fer lloc per a la construcció del Mur.
En abril de 2010 els colons de Gush Etzion i residents d'al-Walaja es van unir per protestar per l'extensió de tanques de seguretat al voltant de Jerusalem. L'esdeveniment va ser coordinat parcialment per l'organització basada a Kfar Etzion ארצשלום ("Terra de la pau") dedicada a construir contactes entre colons jueus i àrabs de Cisjordània.
En 2012 un grup d'estudiants de Harvard van ser expulsats d'Al-Walaja quan van intentar visitar una casa que havia de ser demolida a causa del mur de Cisjordània.